# Rashaad Penny
Rashaad Armein Penny (Norwalk, California, 2 de febrero de 1996) más conocido como Rashaad Penny, es un jugador profesional estadounidense de fútbol americano que se desempeña en la posición de running back en Philadelphia Eagles, equipo de la National Football League (NFL).

## Carrera
Fue seleccionado en la primera ronda en la Reunión Anual de Selección de Jugadores de la NFL de 2018. Hizo su debut profesional con el equipo Seattle Seahawks, en el cual jugó cinco temporadas (2018-2023), luego pasó a Philadelphia Eagles, donde lleva jugando una temporada.